# Nøgne Øjne
Nøgne øjne er et dansk musikalbum fra april 1969, indspillet af Povl Dissing og Beefeaters. Albummet hedder egentlig Dissing, men er i folkemunde kommet til at hedde Nøgne øjne efter det sidste nummer på albummet. Foto på coveret er af Roald Pay fra Delta-Photo.
Musikerne er udover Povl Dissing, Beefeaters og Benny Holst. Alle tekster er skrevet af Laus Bengtsson. Bengtsson som debuterede som tekstforfatter på denne plade, skrev siden tekster til Alrune Rod.
Indspilningen startede 14. oktober, 1968 i ASA filmstudie i Lyngby, og produceren var Hans-Henrik Koltze.
Nøgne øjne er ifølge Dansk Rockleksikon: "Kunst og skønhed på et meget højt plan". Albummet blev oprindeligt udsendt som LP og blev genudsendt som CD i 2010 som en del af bokssættet Dansk Rock Historie 1965-1978.
Alt tekst skrevet af Laus Bengtsson, alt musik komponeret af Povl Dissing, Benny Holst og Beefeaters.
| 1. | "Ingen"                 | 3:59  |
| 2. | "Godt Nyt Idag"         | 3:05  |
| 3. | "Honningland"           | 4:01  |
| 4. | "Anemonesmil"           | 3:51  |
| 5. | "Jeg Gør Dig Rig Igen"  | 4:14  |
| 6. | "Du Er Fjern"           | 3:48  |
| 7. | "Tape Fra En Halv Mand" | 10:39 |
| 8. | "Nøgne Øjne"            | 4:38  |